# Olaf Roß
Olaf Roß (* 25. November 1959; † 8. Januar 2006) war ein deutscher Fußballspieler. In der höchsten Spielklasse des DDR-Fußballs, der Oberliga, spielte er für den FC Carl Zeiss Jena.

## Sportliche Laufbahn
Der Stürmer zählte unter anderem in den Spielzeiten 1980/81 und 1981/82 zum Aufgebot der Nachwuchsoberligamannschaft des FC Carl Zeiss Jena. Im Spieljahr 1980/81 wurde er vom damaligen Oberligatrainer Hans Meyer zweimal in der 1. Mannschaft der Jenaer aufgeboten. Am 18. Spieltag der Oberliga 1980/81 wurde Roß für zehn Minuten im 0:0-Auswärtsspiel beim 1. FC Lokomotive Leipzig in der Eliteklasse des DDR-Fußballs eingewechselt. Auch im Europapokal wirkte er beim FCC einmal mit: In der 1980/81er-Ausgabe des Europapokals der Pokalsieger wurde er beim 1:0-Rückspielsieg der Thüringer im Viertelfinale gegen Newport County AFC in der 77. Minute aufs Feld geschickt.
In der Mitte der 1980er-Jahre spielte Roß, der 2006 im Alter von 46 Jahren verstarb, in der zweitklassigen Liga. Dort konnte er sich bei der BSG Glückauf Sondershausen auch immer wieder als Torschütze auszeichnen.